# Grenadier Models
Grenadier Models, spesso nota semplicemente come Grenadier, è stata una società statunitense che produceva miniature fondata nel 1975 dagli artisti/scultori Andrew Chernak e Ray Rubin che crearono alcune serie di importanti miniature note anche come "Minis", per i wargame e i giochi di ruolo fantasy.

## Storia
Grenadier Models sorse dall'attività di sculture di Chernak e Rubin - la Canterbury Pewter (nota anche come CP Ltd) fondata nel 1972. La loro scoperta del nuovo gioco Dungeons & Dragons nel 1973/4 cambiò la direzione della società, e cominciò la produzione di miniature che sarebbe durata circa venti anni.
La prima linea prodotta fu uno stock della Rivoluzione Americana, pubblicato nel 1975 in coincidenza con il bicentenario statunitense. Durante i 20 anni di attività, la Grenadier produsse molte serie di miniature storiche, fantasy, e di fantascienza per giochi di ruolo come Dungeons & Dragons, Il richiamo di Cthulhu, Gamma World, Boot Hill, Guerre stellari, Terra di Mezzo, Traveller, DC Heroes, Twilight 2000, Champions e Shadowrun, ma anche giochi pubblicati come Journey, Seawolf, Fantasy Warriors, Kill Zone e Dragon Lords.
Il 1984 fu un anno fondamentale per la società: essa cominciò a produrre moduli per giochi di ruolo distribuendo 4 diversi scenari d'avventura. The Horrible Secret Of Monhegan Island (per Il Richiamo di Cthulhu), Cloudland (per AD&D), Raid on Rajallapor (Mercenaries, Spies and Private Eyes della Blades) e Disappearance On Aramat (per Traveller della GDW).
Nello stesso anno venne fondata la Grenadier UK dal cognato di Chernak, Bob Watts: questa fu una mossa per contrastare sia i costi di esportazione delle miniature dagli Stati Uniti al Regno Unito, sia la crescente popolarità di Citadel Miniatures (in seguito chiamata Games Workshop).
Grenadier assunse scultori come John Dennett, Julie Guthrie, William Watt, Nick Lund, Mark Copplestone e Sandra Garrity. Durante un Gen Con nell'agosto 1996, "persone ignote" annunciarono che la Grenadier aveva chiuso e che Stratelibri (il distributore italiano di Grenadier) aveva acquistato i suoi stampi e le miniature originali.
Da allora, molte società hanno riciclato e rilanciato le miniature della Grenadier, in particolare quelle prodotte dalla fine degli anni ottanta alla metà degli anni novanta.